# 柳沢なな
柳沢 なな（やなぎさわ なな、1987年1月3日 - ）は、日本の女優。別名義：麗奈（2011年 - 2013年）。2001年-2010年サンミュージックプロダクション所属

## 略歴
幼少期〜中学時代
- 幼少期にアトピー性皮膚炎を患い、仲間外れにされた経験がある。小学校時代、テレビドラマ『家なき子』で安達祐実の演技に影響を受けて女優の夢を持ち始める。親の厳しい方針により、芸能関連の習い事はできなかったため、ドラマの真似を給食の時間に披露したり、将来の夢を「女優」と発表していた。中学生の頃、大ファンであった歌手のSPEEDのデビューが小学生であったことを知り、オーディションを受けたいと父親に交渉。条件つきで許してもらう。
- サンミュージック初の研究生特待生に合格し、社内オーディションを経て正式にサンミュージックプロダクションに所属となる。
デビューとキャリア
- 2001年、脚本家・野島伸司原案のドラマ『新・星の金貨』で星野真里演じる主人公の友人・ろうあの少女役でデビュー。雑誌『ピチレモン』のモデルをつとめる。
- 2002年 - NHK大河ドラマ『利家とまつ〜加賀百万石物語〜』に利家とまつの三女・麻阿姫（幼少期）役で出演。深作欣二監督作品『バトル・ロワイアルⅡ鎮魂歌』に出演。花王「アジエンス」のCMでチャン・ツィイーと共演。
- 日出高等学校卒業。同学年には上野樹里、香椎由宇
- 2008年  平成仮面ライダーシリーズ『仮面ライダーキバ』にて、戦うヒロイン・麻生恵／仮面ライダーイクサ 役を演じる。
- 2010年  『戦国鍋TV〜なんとなく歴史が学べる映像〜』では「戦国武将のよく来るキャバクラ」コーナーにて、キャバ嬢レイナ役を好演。
海外を視野に
- 2011年 海外を視野にスリーアローズエンターテインメントへ移籍。芸名を「麗奈」に変更し、ロサンゼルスにて　アマンダ・プラマーとダブル主演で映画共演を果たす。その後、事務所が閉じたことを受けてフリーとなり、芸名を柳沢ななに戻す。外国人シェアハウスに住み、外資系ホテルでアルバイトをしながら英会話を独学する。
- 2015年11月、演出家・西田大輔主催の舞台『Cornelia』にヒロインで出演し日本での活動を再開。
ライバー活動と音楽
- 2018年から2019年にかけて、台湾のライブ配信アプリ「17Live」でライバー活動を開始。年に一度の世界戦「ゴールデンフェザー」にて「日本優秀女性部門5位」を獲得。女性和楽ユニット令和華伝 に参加し、1st single「百花繚乱」をリリース。
留学と社会貢献
- 2019年から2020年、ロサンゼルスへ語学と演技留学。コロナウイルス感染症の流行により移住計画を中断して帰国。自粛期間中に、個性心理学認定講師カウンセラーの資格を取得する。
- 2022年、一般社団法人社会環境保安協会子供救済支援室に所属。シングルマザーや貧困に苦しむ子どもたちの生活支援を中心にボランティア活動を開始。
最近の活動
- 2022年、マイケル・マン監督作品、WOWOW「TOKYO VICE」に出演。漫画家剣名舞原作・舞台「死刑島」でヒロイン藤峰子役／レイカ役で出演
- 2023年、咳喘息となり一時活動を休養。
- 2024年、舞台にて復帰。
- 2025年1月、Web広告「スムストック」主演

## 出演

### テレビドラマ
- 新・星の金貨（2001年） - 岩瀬鈴音 役
- 月曜ミステリー劇場「ペットシッター沢口華子の事件簿」（2001年） - 須田美紀 役
- 利家とまつ〜加賀百万石物語〜（2002年） - 幼少期の麻阿 役
- 山村美紗サスペンス 赤い霊柩車シリーズ 15「偽りの葬儀」（2002年） - 和田美雪 役
- UHB開局30周年記念特別番組ノースポイント「ポートタウン」（2003年） - 遠藤瞳 役
- 女と愛とミステリー
  - 「朱夏 警視庁脅迫事件」（2003年） - 樋口照美 役
  - 「多摩南署たたき上げ刑事・近松丙吉3 依頼人の娘」（2003年） - 的場美幸 役
  - 「樋口警部補2 リオ 水曜日の殺人者」（2004年） - 樋口照美 役
- 土曜ナイトドラマ
  - 「17才夏。」 第9話（2003年） - 大和まひる 役
  - 「学問ノススメ」（2007年） - 高藤由紀子 役（ヒロイン）
- 新・京都迷宮案内1 第1話（2003年） - 伊佐山リコ 役
- 浅見光彦シリーズ 18「華の下にて」（2004年） - 丹野奈緒 役
- H2〜君といた日々（2005年） - 高沢亜沙子 役
- 月曜ドラマシリーズ「ハチロー〜母の詩、父の詩〜」（2005年） - 幼少期の佐藤愛子 役
- 愛の劇場「コスメの魔法2｣ （2005年） - 松浦杏 役
- 刑事部屋 第5話（2005年） - 工藤静代 役
- 慶次郎縁側日記2 第6話（2005年） - お蝶 役
- 特命!刑事どん亀 第11話（2006年） - ナツキ 役
- 鉄板少女アカネ!! 第2話（2006年） - やよい 役
- 世にも奇妙な物語'06春の特別篇「雨の訪問者」（2006年） - 朝野史絵 役
- 轟轟戦隊ボウケンジャー Task.13（2006年） - 怪盗セレネー 役
- 火曜ドラマゴールド
  - 「出張料理人〜最後の晩餐届けます〜」（2006年） - 遠山街子 役
  - 「塀の中の懲りない女たち(2)」（2006年） - 梶井奈津子（少女期） 役（成長後は名取裕子が演じる）
- 翼の折れた天使たち 第3夜「時」（2007年）
- 刺客請負人 第2話（2007年） - おゆき 役
- パセリ（2007年） - 氷川梨花 役
- 仮面ライダーキバ（2008年 - 2009年） - 麻生恵 役
- Wild Strawberry 第1話（2008年） - ミサ 役
- ジャッジII 〜島の裁判官奮闘記〜 第2話（2008年） - 祝沙耶 役
- メイド刑事 Mission10（2009年） - 宇野理香 役
- 土曜時代劇「オトコマエ!2」 第2話（2009年） - お花 役
- 土曜ワイド劇場「西村京太郎スペシャル 密室列車・特急かもしか、途中下車連続殺人!」（2009年）
- 猿ロック 第12話（2009年10月8日、読売テレビ・日本テレビ系）
- 泣かないと決めた日 第5・7・最終話（2010年2月23日、フジテレビ） - 山内静香 役
- 娼婦と淑女 第3部（2010年） - 山田（藤堂）藍子 役

### バラエティ
- 戦国鍋TV 〜なんとなく歴史が学べる映像〜「戦国武将がよく来るキャバクラ」（2010年4月 - 2012年9月） - レイナ 役[5][6]
- ナカイの窓 〜理想の窓〜（2017年11月22日） - ロッチ・中岡創一の理想の彼女 役

### 映画
- バトル・ロワイアルII 鎮魂歌（2003年、東映） - 女子13番・蓮田麻由 役
- 集団殺人クラブ GROWING（2004年） - アミ 役
- 真昼ノ星空（2004年） - サヤの同僚 役（役名不詳）
- 春の居場所（2006年） - 牧田泰子 役
- エコエコアザラク R-page／B-page（2006年） - 冴子 役
- 未来予想図 〜ア・イ・シ・テ・ルのサイン〜（2007年） - 宮本さやかの友人 役（役名不詳）
- 少林少女（2008年） - 松本なな 役
- うん、何?（2008年） - ヒロイン 稲田多賀子 役
- 劇場版 仮面ライダーキバ 魔界城の王（2008年） - 現代ヒロイン  麻生恵 役
- イエスタデイズ（2008年） - 柳田節子 役
- やさしい旋律（2008年） - 主演  美月茉莉亜 役
- ねこタクシー（2010年）-盲目の乗客 役
- ホームカミング [7]（2011年） - ヒロイン  花森美咲 / 警察花子 役
- ニッポニアニッポン フクシマ狂詩曲（2019年） - 特別震災広報課・石井ユカリ 役
- スペシャルアクターズ（2019年） - ホスト狂いの娘 役
- HE-LOW THE SECOND（2019年）- 眠る謎の女
- ふたりの食卓（2021年）-ヒロイン 森田由香子
- 絵はがき（2021年）-ヒロイン 盲目の女性　役

### インターネット配信
- ネット版 仮面ライダー裏キバ 魔界城の女王（2008年） - 麻生恵 役
- 『SIREN2』10周年生放送（2016年2月9日、ニコニコ生放送）
- 『呪怨：呪いの家』（2020年、Netflix）-灰田景子 役
- 『THE BAD LOSERS』（2021年、YouTube）-エリティー 役
- 『THE BAD LOSERS SEASON2』（2022年、YouTube）-エリティー 役
- 『TOKYO VICE』（2022年、WOWOW）-ホステス 役

### 舞台
- Z団『アンジェラ Princess of Pirates』（2005年11月23日 - 27日、新宿スペース107） - 主演・アンジェラ 役
- ライズ・プロデュース『Rock'n JAM MUSICAL II』（2006年5月10日 - 14日、全労済ホール スペース・ゼロ / 5月26日 - 28日、新神戸オリエンタル劇場） - ニーナ 役
- ライズ・プロデュース『森は生きている』（2006年7月26日 - 30日、全労済ホール スペース・ゼロ / 8月13日・14日、新神戸オリエンタル劇場） - 主演・娘 役
- ケイダッシュステージ『苦情の手紙』（2007年8月24日、シアターサンモール）
- 猫のホテルプレゼンツ 表現・さわやか『ポエム』（2007年11月1日 - 12日、下北沢駅前劇場 / 11月23日 - 25日、HEP HALL） - ミミ 役
- DisGOONie presents vol.1「From Chester Copperpot」『Cornelia』（2015年11月、東京芸術劇場シアターウエスト） - マリー 役
- TEAM6g 10周年記念公演 第二弾『愛される資格』（2018年5月23日 - 27日、池袋シアターグリーンBOXinBOX THEATER） - 藤間百合 役
- 剣名舞原作脚本　SFIDAENTERTAINMENT VOL.9『死刑島』（2022年4月26日〜5月1日、劇場HOPE）-ヒロイン・藤峰子／レイカ 役

### ゲーム
- SIREN2（2006年） - 木船郁子 役
- 仮面ライダーバトル ガンバライジング（2021年、アーケード） - 仮面ライダーイクサ バーストモード（恵） 役[8]
- 仮面ライダーバトル ガンバレジェンズ（2023年、アーケード） - 仮面ライダーイクサ バーストモード（恵） 役

### CM
- カルビー ア・ラ・ポテト 2002年
- 花王「アジエンス」（2005年）※チャン・ツィイーと共演
- グッドウィル　モバイト・ドット・コム 2006年
- レオパレス21「二人で暮らす。レオパレス篇」（2007年）
- 三菱電機「iNSTICK」（2016年）
- DHC「ぶっとび定期便」（2018年 - 2019年）

## 作品

### 写真集
全て柳沢なな名義。
- sister（2003年11月22日、ワニマガジン社、撮影：木村晴）ISBN 978-4898298978
- eye candy（2009年6月24日、ワニブックス、撮影：横内正昭）ISBN 978-4847041778

### DVD
- message 〜4/7の願い〜（2006年、イーネット・フロンティア）
- alami（アラミ）（2009年、トリコ）